# Rubbio
Rubbio (Rùbio in veneto, Rübel o Rüwel in cimbro) è una frazione sita a 1057 m s.l.m. divisa tra i comuni di Bassano del Grappa e di Lusiana Conco, in Provincia di Vicenza.
La parte bassanese di Rubbio è l'unica parte di Bassano ad essere ufficialmente riconosciuta come "frazione" dallo Statuto comunale ed è amministrativamente costituita in quartiere.

## Geografia fisica
L'abitato si arrocca sulle alture che delimitano a sud-est l'altopiano dei Sette Comuni. La posizione panoramica del luogo permette di spaziare con lo sguardo verso il Monte Grappa, le Pale di San Martino, i Lagorai, gli Appennini, le Alpi Giulie, l'Istria e la laguna di Venezia nei giorni tersi. Proprio per la posizione favorevole ha qui sede uno dei principali centri di trasmissione radiofonici dell'Italia Nordorientale.
È località apprezzata come stazione di soggiorno estiva ed invernale. Nella zona sono presenti numerosi sentieri che si diramano fra la parte bassanese e la parte conchese, collegando così l'altopiano dei Sette Comuni con il Canale di Brenta.
La parte bassanese di Rubbio, che oltre all'abitato include anche boschi e pascoli, è delimitata a sud da Valrovina (cui Rubbio è sempre stato legato anche in passato), ad est da Campese (lungo il crinale orientale dell'Altopiano), a sud-ovest per un breve tratto dal Comune di Marostica (in località Brombe, ultima contrada del Comune di Lusiana Conco), a nord dal soppresso Comune di Campolongo sul Brenta (oggi Valbrenta), ad ovest dal vecchio Comune di Conco (frazione di Rubbio di Conco e contrà Val Lastaro).
L'estremità nord-occidentale del quartiere e frazione di Rubbio coincide con il punto triplo Bassano - Conco - Campolongo (oggi Bassano - Lusiana Conco - Valbrenta) ad una quota di 1276 metri s.l.m., presso località Ronco del Confin sul Monte Malcroba. Questo è il punto più alto del territorio comunale della Città di Bassano del Grappa e dista poche centinaia di metri da un altro punto triplo (ora doppio per la fusione di alcuni Comuni), il confine comunale Lusiana Conco - Valbrenta.

## Origini del nome
Pur esistendo una sua forma cimbra (Rübel o Rüwel), il toponimo ha probabilmente origini romane: si tratterebbe di un prediale derivato dal nome personale Rubbius.

## Storia

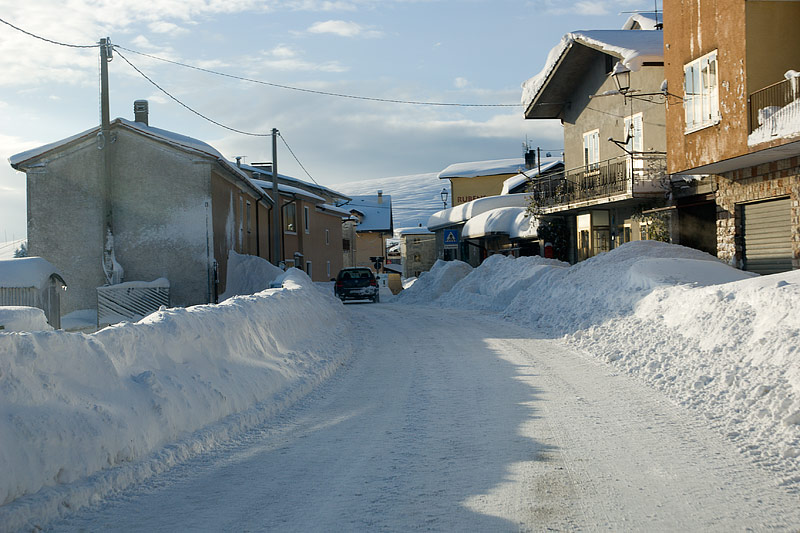
Rubbio d'inverno. La sua particolare posizione favorisce nevicate abbondanti.

Il nome Rubbio compare per la prima volta in documenti del 1407 come contrada di Valrovina. Tuttavia, sin dai tempi più antichi una parte della località ricadeva nel territorio di Conco e questa situazione si è mantenuta sino ai giorni nostri, sicché il paese risulta ancora diviso tra i comuni di Lusiana Conco e Bassano del Grappa.
Sia Conco che Valrovina facevano parte della Federazione dei Sette Comuni (la prima come "Contrada Annessa", la seconda come "Contrada Unita"), pertanto anche Rubbio poté godere degli stessi privilegi concessi ai villaggi dell'altopiano di Asiago.
Ebbe una certa importanza come località di transito, poiché vi passava la strada delle Dodici Volte, una delle due che collegavano l'altopiano al Bassanese.
Durante la prima guerra mondiale nei pressi di Rubbio (col d'Astiago e monte Campolongo) si snodava la "linea di sbarramento delle stelle e dei terrazzi", che costituiva l'ultima fascia di resistenza nel caso di sfondamento delle posizioni tenute durante le battaglie dei Tre Monti. Il paese venne ripetutamente bombardato dalle artiglierie austro-ungariche, sulle alture circostanti Rubbio erano infatti dislocate diverse batterie schierate dalle forze dell'Intesa.

## Economia
L'industria più fiorente nel territorio è quella relativa alle cave di pietra, chiamata localmente "marmo": il Bianco Asiago, il Rosa Perlino ed il Rosso Asiago. 
Altra importante fonte di reddito per l'economia della zona è derivante dal commercio delle utilizzazioni boschive.

## Monumenti e luoghi d'interesse

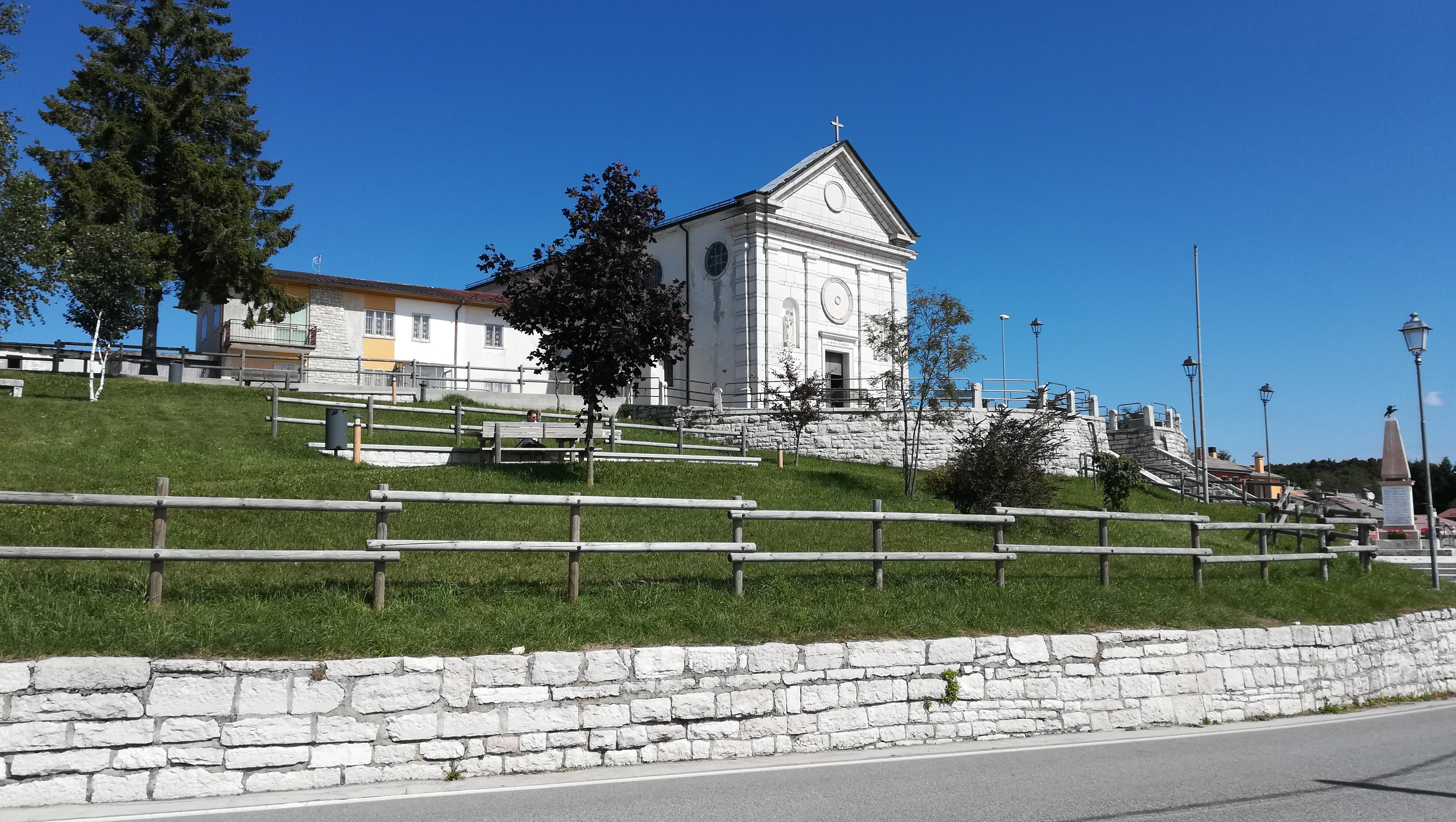
Facciata della chiesa di Rubbio, dedicata a Maria bambina

Il confine amministrativo che taglia in due il paese rifletteva, un tempo, anche una divisione a livello ecclesiastico, essendo la parte occidentale dipendente dalla parrocchia di Conco (e, più tardi, da quella di Fontanelle), in diocesi di Padova, e la parte orientale da quella di Valrovina, in diocesi di Vicenza. Nel 1708 il vescovo di Vicenza Sebastiano Venier concesse agli abitanti di edificare una propria chiesa per le loro necessità religiose essenziali. Benché il luogo sacro sorgesse nella parte di sua pertinenza, ad essa facevano riferimento anche gli abitanti dipendenti da Padova, così, a partire dal 1869, i curati furono scelti alternativamente da uno dei due vescovi.
Solo nel 1930 il territorio fu attribuito completamente alla diocesi di Padova e Rubbio fu staccata da Valrovina e aggregata a Fontanelle, divenendo, l'anno successivo, curazia autonoma. Nel 1951 fu istituita la parrocchia.
A causa della crescita demografica, l'edificio più antico fu sostituito a partire dal 1870 da una chiesa più grande, che però venne distrutta nel 1918 da una granata austriaca da 305 mm sparata dal monte Lisser; fu risparmiato solo il campanile, che nel 1841 aveva sostituito il precedente ligneo abbattuto dal vento. Riedificata tra il 1919 e il 1925, subì ulteriori interventi sino alla consacrazione del 1963.
All'interno si conserva una pala cinquecentesca con le Nozze mistiche di Santa Caterina d'Alessandria, firmata da Paolo Naurizio e in origine collocata in una non meglio precisata chiesa trentina.

## Cultura
A Rubbio sino al 2017 è stato possibile visitare alcuni luoghi di particolare interesse artistico come la "cava dipinta" e la "cava abitata", opere dell'artista bassanese Toni Zarpellon, località che poi sono state chiuse per volontà dello stesso autore.

### Eventi
Il giorno festivo del paese è l'8 settembre, giorno nel quale si tiene ogni anno la tradizionale sagra del sedano. Il Sedano di Rubbio, noto per le sue doti culinarie e mediche, è inserito nell'elenco nazionale dei prodotti agroalimentari definiti tradizionali dalle Regioni.

## Sport
Grazie all'orografia della zona è assai diffusa nel luogo la pratica del volo libero (Rubbio viene spesso scelta come sede di decollo delle più importanti gare di parapendio al mondo). 

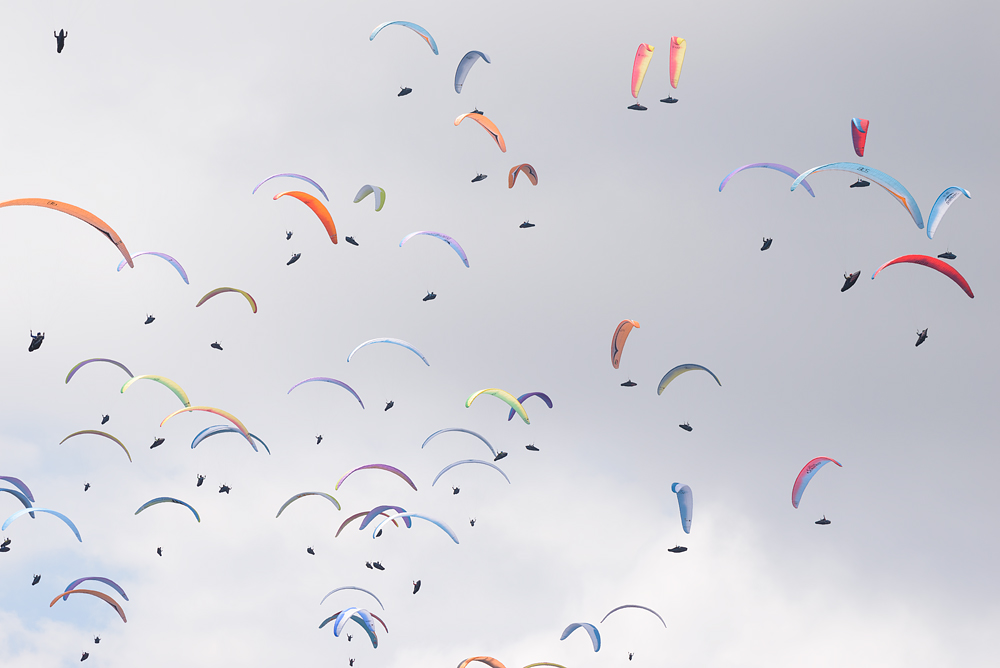
Una giornata di gare del Campionato del mondo di parapendio 2017 nei cieli di Rubbio

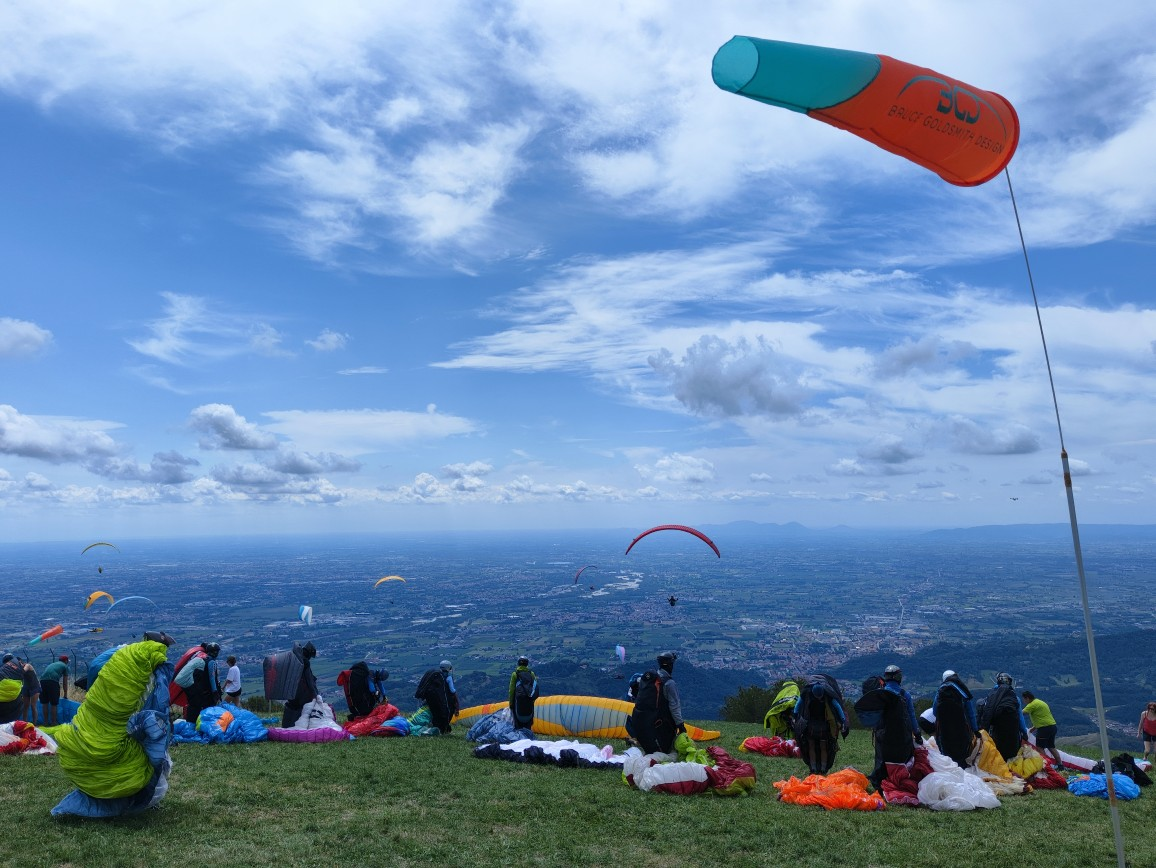
La principale area decollo parapendio della zona, qui durante i campionati nazionali ceco e polacco del 2025 che si sono svolti interamente partendo da Rubbio

La località è nota anche per dare il nome a una delle prove speciali del Rally Città di Bassano, manifestazione motoristica che si svolge nel bassanese ogni autunno dal 1984.